# Goncerzyca
Goncerzyca (ok. 465 m) – skała i wzniesienie w miejscowości Strzegowa w województwie małopolskim, w powiecie olkuskim, w gminie Wolbrom. Znajduje się po wschodniej stronie Grodziska Pańskiego, oddzielone od niego suchą doliną. Pod względem geograficznym jest to obszar Wyżyny Częstochowskiej. Wzniesienia zbudowane są z wapieni.
Wzniesienie Goncerzyca ma postać długiego na około 550 m grzbietu wznoszącego się ponad otaczający ją teren na wysokość względną ponad 50 m. Jest całkowicie porośnięta lasem, również inne otaczające ją wzniesienia porośnięte są lasem. Tylko południowo-wschodni koniec Goncerzycy opada na pola uprawne Strzegowej. W skałach znajdują się schrony jaskiniowe Pochyły Tunelik, Okno nad Urwiskiem i Schronisko w Skale Goncerzyca Pierwsze.
Na wzniesieniu wśród drzew znajduje się skała Goncerzyca będąca obiektem wspinaczki skalnej. Ma połogie, pionowe lub przewieszone ściany o wysokości 15–30 m. Obok skały Goncerzyca prowadzi zielono znakowany Szlak Jaskiniowców.

## Drogi wspinaczkowe
Na Goncerzycy jest 47 dróg wspinaczkowych o stopniu trudności od IV do VI.6 w skali Kurtyki oraz 3 projekty. Skały i wystawie północnej lub północno-wschodniej. Występują w nich takie formacje skalne jak: filar, komin, zacięcie. Większość dróg ma zamontowane stałe punkty asekuracyjne: ringi (r), stanowisko zjazdowe (st) lub dwa ringi zjazdowe (drz).

Goncerzyca I
1. Projekt;

Goncerzyca II
1. Bzycamy; st, V, 25 m
2. Camasutra; st, VI, 25 m
3. C. K. Ekiperzy; 8r + st, VI.1+, 25 m
4. Krowoderskie zuchy; 8r + st, VI.2+, 25 m
5. Gniazdo cruxa; 7r + 1s + st, VI+, 25 m
6. Ragnarök; 9r + st, VI.5+, 25 m
7. Fugu; 1r + st, VI.2+, 30 m
8. Fugu Doni(kąd); st, VI.1, 30 m
9. Klęska urodzaju; st, IV, 30 m
10. Odważny odważnik; 7r + st, VI.1, 30 m
11. Szalona szalka; 3r + st, V+, 30 m

Goncerzyca III
1. Fugu; VI.2+, 30 m
2. Klęska urodzaju; st, IV, 30 m
3. Odważny odważnik; 7r + st, VI.1, 30 m
4. Szalona szalka; 3r + st, V+, 30 m
5. Rozgrzewkowa; 7r + st, VI-, 30 m
6. Rozgrzewkowe vis-a-vis lihgt; 10r + st, VI.1+, 30 m
7. Alea iacta est; ST 	IV+, 30 m
8. Kryska; ST 	V+, 15 m
9. Podręcznikowe zacięcie; drz, V+, 30 m
10. Projekt; 13r + st
11. Vis Minor; 13r + st, VI.5, 30 m
12. Reductio ad absurdum; 11r + st, VI.4, 30 m
13. Quod erat demonstrandum lewe; 11r + st, VI.3, 30 m
14. Quod erat demonstrandum prawe; 10r + st, VI.3, 30 m
15. Projekt;
16. Modus Ponens; 11r + st, VI.5, 30 m
17. Podręcznikowy komin; VI, 30 m
18. Żyleta; 10r + drz, VI.3+, 30 m

Goncerzyca V
1. Lektura obowiązkowa; 7r + st, VI.3+, 17 m
2. Gang Marcela; 7r + st, VI.4+, 17 m
3. Lans macabre; 7r + st, VI.4, 17 m
4. Offiarowanie; st, V, 2007
5. Off side story; 7r + 1s + st, VI.3+, 17 m
6. Krakoff; st, VI.2, 20 m
7. Cracovia ante portas; 6r + st, VI.5, 20 m
8. Demonologia; 6r + st, VI.6, 20 m
9. 5-10-15; st, VI.3, 20 m
10. 5.10; st, VI.2+, 20 m

Goncerzyca VI
1. Apogeum Trzciąż; 5r + st, VI.5, 15 m
2. WRX; st, VI.3, 15 m
3. Przebój Wolbrom; 5r + st, VI.5+, 15 m
4. TW Biedronka; st, IV+, 15 m

Goncerzyca VII (główne kombinacje)
1. Vis-a-vis; 11r + st, VI.2+, 30 m
2. Rozgrzewkowe vis-a-vis; 10r + 2st, VI.2/2+, 30 m
3. Spiritus movens; 15r + st, VI.5/5+, 30 m
4. Exodus; 11r + st, VI.3+/4, 30 m
5. Modus demonstrandum; 12r + st, VI.4/4+, 30 m
6. Ignoratio iuris nocet; 6r + st, VI.2+, 30 m[4].

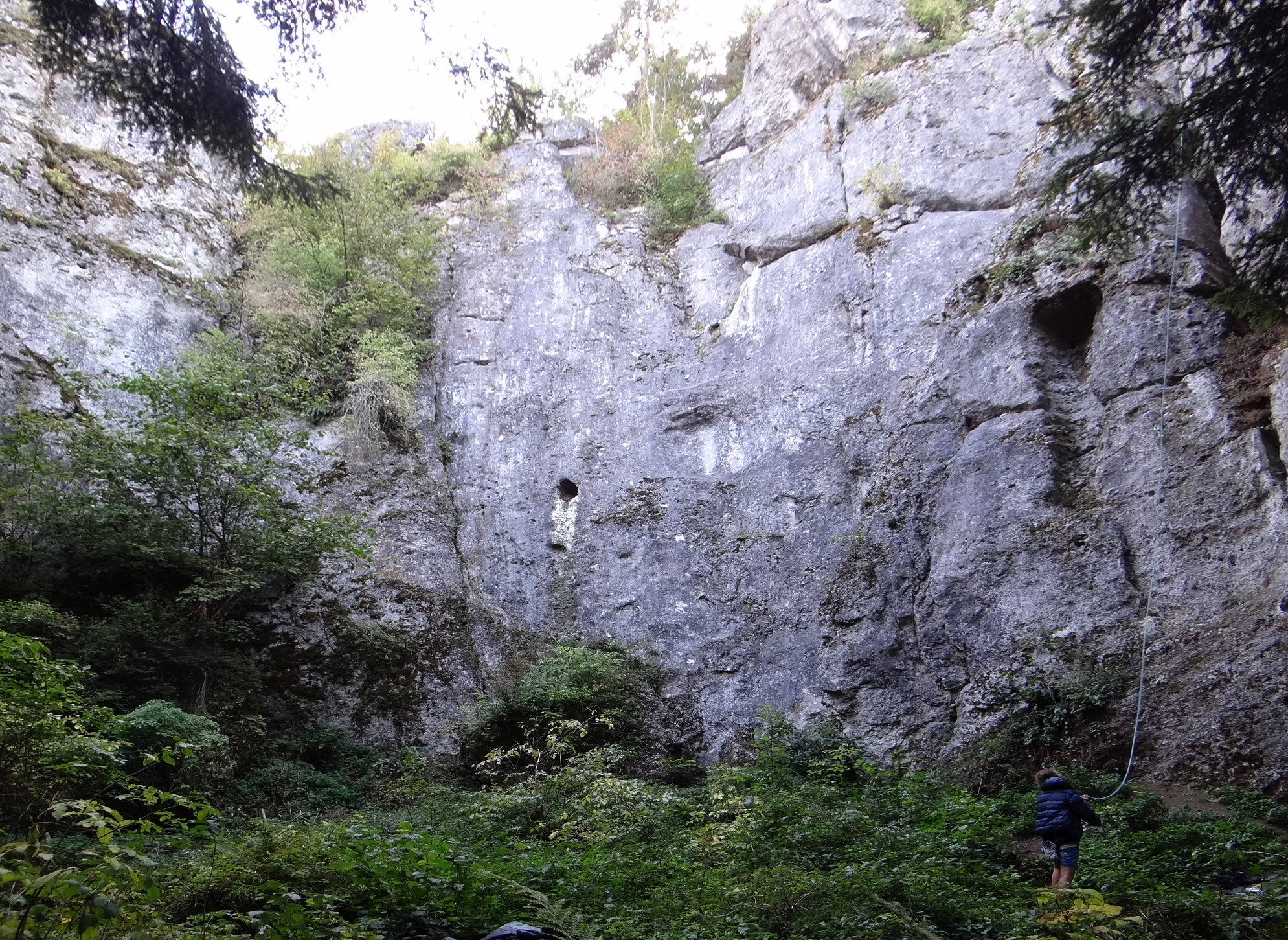
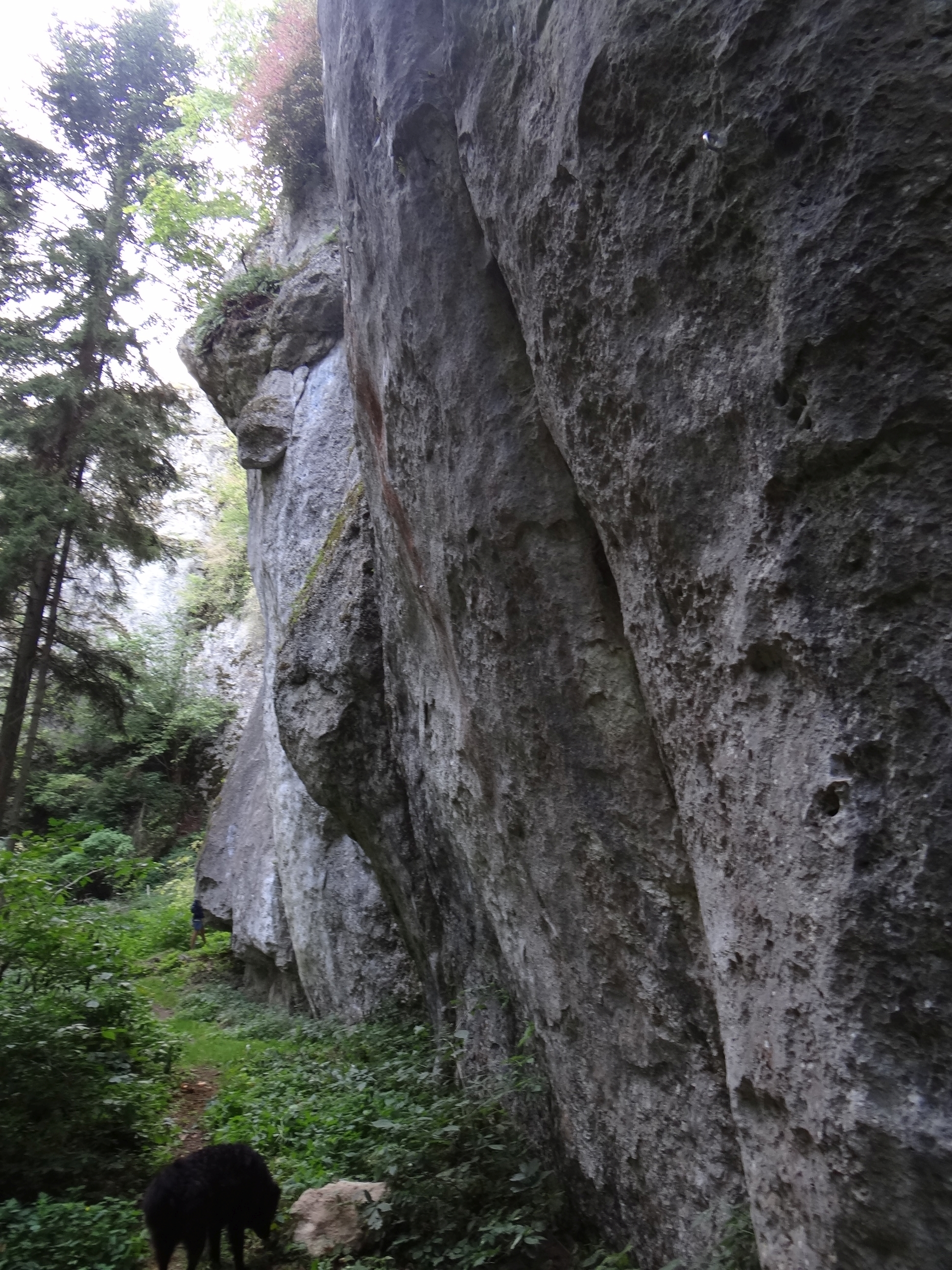
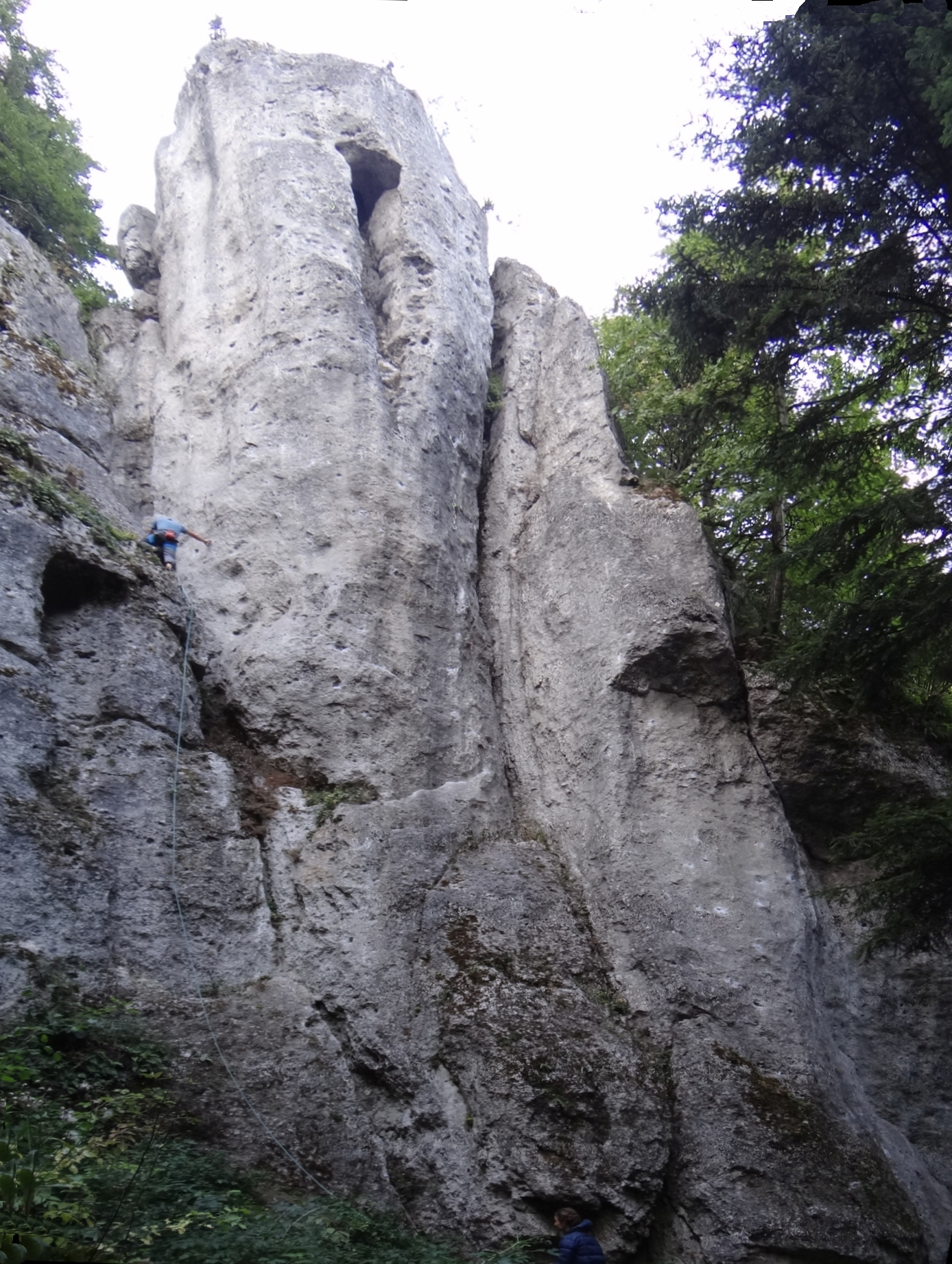
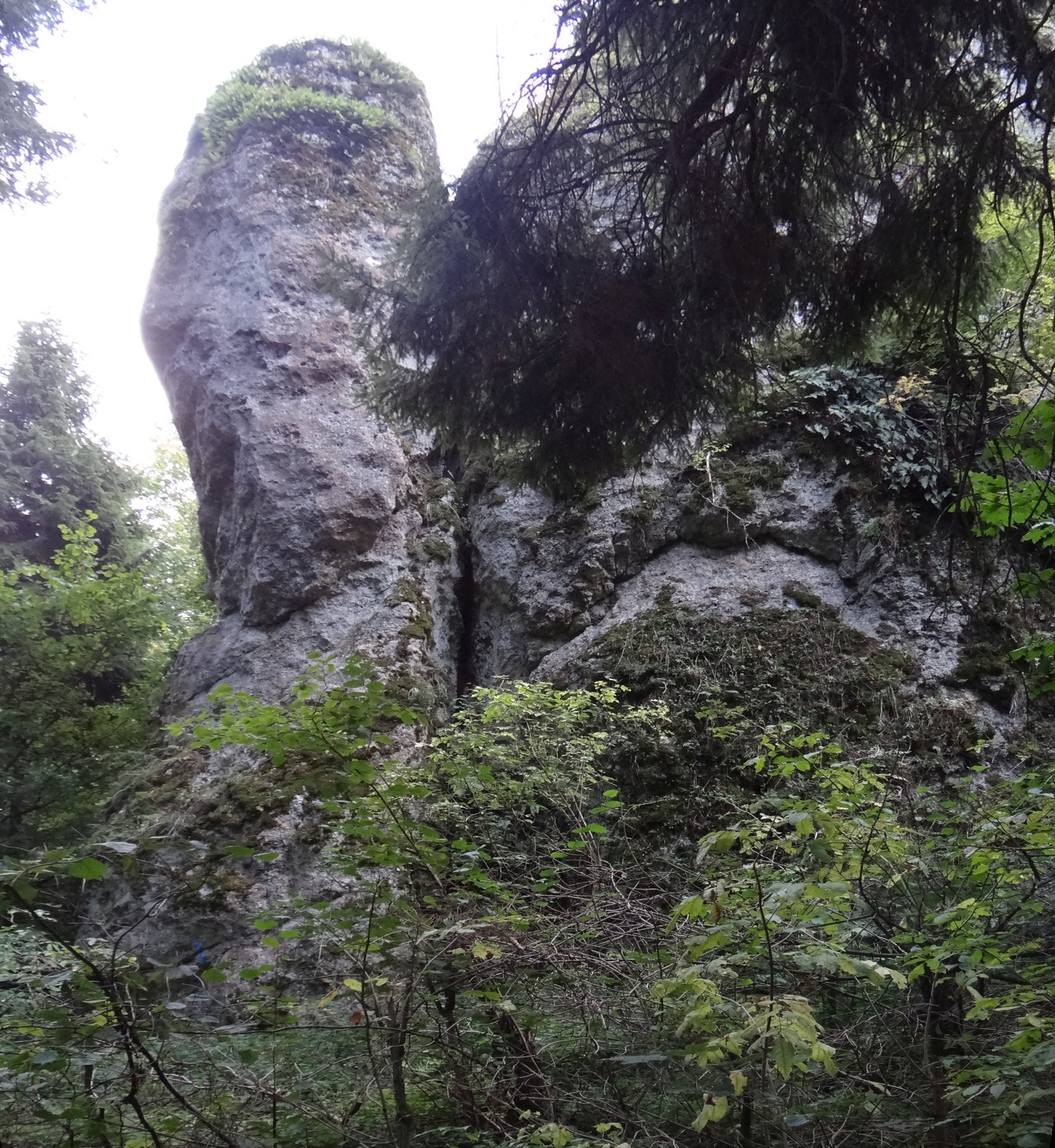